# Арал (Таласький район)
Ара́л (каз. Арал) — село у складі Таласького району Жамбильської області Казахстану. Входить до складу Ушаральського сільського округу.
У радянські часи село називалось Ферма 4-а совхоза Таласький.
Населення — 156 осіб (2021; 711 у 2009, 190 у 1999, 151 у 1989).